# Micromyrtus flaviflora
Micromyrtus flaviflora là một loài thực vật có hoa trong Họ Đào kim nương. Loài này được (F.Muell.) J.M.Black mô tả khoa học đầu tiên năm 1926.